# Автомобилист (волейбольный клуб, Ташкент)
«Автомобили́ст» (до 1969 — «Спартак») — советский и узбекский женский волейбольный клуб из Ташкента.

## Достижения
- 4-е место в чемпионате СССР 1977.
- Обладатель Кубка СССР 1978;
  - серебряный (1972) и бронзовый (1976) призёр розыгрышей Кубка СССР.

## История
До 1953 года узбекский волейбол был представлен различными командами в чемпионатах СССР, представлявшими столицу республики город Ташкент: «Учитель» (1940), «Локомотив» (1945—1948, 1950), «Наука» (1949, 1953), сборная Узбекской ССР (1951, 1952). Успешными выступления этих коллективов не назовёшь. Команды занимали места в нижней части турнирной таблицы, а в 1954—1961 волейбол Узбекистана вообще не выставлял своего представителя в розыгрыши союзного первенства.
В 1962 в чемпионате СССР принял участие ташкентский «Мехнат», но занял лишь 22-е место среди 24 команд.
В 1960 году в Ташкенте была образована женская волейбольная команда «Спартак». До 1965 она ограничивалась участием лишь в республиканских соревнованиях, а в 1966 дебютировала во 2-й группе чемпионата СССР, заняв в ней 10-е место. В 1968 ташкентские волейболистки стали вторыми во 2-й группе, но в переходном турнире за право повышения в классе «Спартак» уступил своим соперникам.
В 1970 «Автомобилист» (так стала называться команда) возглавил тренер Ададий Израилов, с чьим именем напрямую связан взлёт ташкентской команды. В следующем сезоне волейболистки из столицы Узбекистана первенствовали в турнире 2-й группы и, победив в переходных матчах киевский «Буревестник», получили путёвку в высшую лигу. Несомненным лидером команды была выдающаяся советская волейболистка, двукратная олимпийская чемпионка Вера Дуюнова.
Первые четыре сезона в высшем дивизионе советского женского волейбола «Автомобилист» занимал места в нижней части турнирной таблицы, но уже в 1977 к команде пришёл первый успех — высокое 4-е итоговое место. Через год ташкентские волейболистки первенствовали в розыгрыше Кубка СССР. И в последующие годы вплоть до 1981 «Автомобилист» ни разу не опускался в турнирной таблице союзных первенств ниже 7-го места. Целый ряд игроков входили в сборную СССР, в частности олимпийская чемпионка связующая Л.Павлова, чемпионки Европы О.Белова и Е.Петрунина.
С начала 1980-х годов ряд волейболисток завершили игровую карьеру или перешли в другие клубы. Всё это негативно сказалось на результатах «Автомобилиста». С 1982 ташкентская команда в основном вынуждена была бороться за выживание в высшей лиге, а в 1990-м году, заняв последнее место, покинула ряды сильнейших команд СССР. Клуб из столицы Узбекистана принял участие в открытом чемпионате России 1991/1992 среди команд 1-й лиги и даже занял в нём первое место, но дивидендов это «Автомобилисту» не принесло — бывшее единое советское волейбольное пространство в 1992 году окончательно разделилось.
В 1992 году «Автомобилист» прекратил своё существование. Лидером волейбола в Узбекистане стала ташкентская команда СКИФ, представляющая Узбекский государственный институт физической культуры.

## Волейболистки клуба в сборной СССР
В составе сборной СССР в официальных соревнованиях выступало 7 волейболисток из ташкентского «Спартака»/«Автомобилиста»:
- Вера Дуюнова (Галушка) — двукратная Олимпийская чемпионка (1968, 1972), чемпионка мира 1970, серебряный призёр мирового первенства 1974, победитель розыгрыша Кубка мира 1973;
- Ольга Белова — чемпионка Европы 1977, участница розыгрыша Кубка мира 1977;
- Елена Петрунина — чемпионка Европы 1977;
- Лариса Павлова — Олимпийская чемпионка 1980;
- Светлана Слепакова — бронзовый призёр Кубка мира 1981;
- Ольга Дубяга — участница розыгрыша Кубка мира 1977;
- Людмила Сулейкина — участница розыгрыша Кубка мира 1977.